# Рив, Клара
Клара Рив (англ. Clara Reeve, 1729—1807) — английская писательница, представитель готического жанра, последовательница Горация Уолпола. Клара Рив имеет большое значение в истории готического романа, она первая разграничила определения жанров и подчеркнула значение морали в готике.

## Биография
Клара Рив родилась в Англии, в городе Ипсвич в семье священника и дочери придворного ювелира. После смерти отца в 1755 году вся семья переехала в Колчестер, где Клара написала и опубликовала свой первый труд — перевод «Champion of Virtue». Первое самостоятельное произведение писательницы вышло в 1777 году — это был роман «Старый английский барон». Это было знаковым событием — судьба Клары решилась окончательно. Теперь она создает и публикует книгу за книгой: «Если сейчас как никогда много писателей, то то же самое можно сказать о читателях, даже среди низших классов. Это обстоятельство заставляет каждого писателя быть внимательным к тому, что он предлагает публике, ибо ничто не должно противоречить религии и добродетели, а благодаря элементу развлекательности до читателя должны быть донесены моральные сентенции».
Клару Рив называют ученицей Уолпола, так как основой для своего романа «Старый английский барон» она выбрала основную сюжетную линию «Замка Отранто» — законный наследник после длительных гонений и испытаний, ущемления в правах восстанавливает титул и состояние. Главное, что определяет роман — множество бытовых деталей, при отсутствии ужасного и сверхъестественного, страшного и потустороннего. Из необъяснимого и потустороннего Клара Рив оставила только появление призрака в рыцарских латах, раскрывающего преступление лорда Ловелла и показывающего на захватчика титула и имущества своим перстом. Это единственная сцена из всего романа в стиле старой «готики», хотя действие происходит в типичном для романа ужаса месте: развалины замка, где поселились привидения. На этом внешнее сходство с Уолполом у Рив кончается.
К концу XIX в. роман «Старый английский барон» был издан 18 раз, в 1787 г. был переведён на французский, а в 1789 г. на немецкий языки. В 1789 году роман был инсценирован и была показана пьеса «Эдмунд, сирота из замка».
После успеха «Старого английского барона» Клара Рив написала романы «Два учителя» (The Two Mentors, 1783) «Школа вдов» (The School of Widows, 1791), «Образовательные планы» (Plans for Education, 1792), «Предназначение, или Воспоминания о жизни частного семейства» (Destination; or, Memoirs of a Private Family, 1799), а также первое в Англии исследование истории романного жанра – диалог «Становление романа» (1785, The Progress of Romance Through Times, Countries, and Manners; with Remarks on the Good and Bad Effects of It, on them Respectively; In a Course of Evening Conversations).

## Произведения
Наиболее известным и обсуждаемым произведением Клары Рив является роман «Старый английский барон». Это первый роман Рив, принесший ей славу и популярность. В романе писательницей используется основной сюжет «Замка Отранто» Уолпола: законный наследник титула преследуемый и гонимый пытается добиться признания его права на наследство. Основное и единственное отличие — действие происходит в Англии.
Перед читателем типичные персонажи «готического» романа — отец Джером, преданный слуга, лучший друг сэр Харклэ и довольно эпизодический персонаж — возлюбленная героя леди Эмма. Действие происходит в замке Ловелла и иногда у сэра Харклэ. Образ злодея — лорда Ловелла, лишившего прав героя, убив его родителей — довольно бледен, его значительно превосходит Манфред из «Замка Отранто» Уолпола. Зато второстепенные фигуры очень чётко нарисованы, например, сыновья лорда, решившие выгнать Эдмунда из замка, где он долгое время с ними воспитывался.
Задумка романа подчёркивается и в первом названии — «Защитник добродетели». Однако в одном Рив оказалась достойной Уолпола: как в «Замке Отранто», в романе Клары Рив отчётливо видна связь двух элементов — романтики и новеллы. Причём необычное служит только для привлечения внимания, детально выписанные нравы эпохи создают впечатление реальности происходящего и достаточно воодушевляющего, чтобы затронуть струны души читателя. Сверхъестественное играет неосновную, подчинённую роль, в отличие от «Замка Отранто». Ночные шорохи, стоны, раздающиеся из-под земли, двери, самостоятельно открывающиеся перед настоящим наследником замка,— вот немногочисленные приёмы типичного «готического» романа ужаса, присутствующие в «Старом английском бароне». Зато есть разные рассказчики одной и той же истории — таинственного происхождения Эдмунда.